# Guillermo Denegri
Guillermo Denegri fue un marino de origen italiano que sirvió en la Armada Argentina actuando en la guerra de la Triple Alianza y en la conquista del Chaco argentino.

## Biografía
Guillermo Denegri nació en Laigueglia, Liguria, Italia en 1839, hijo de Francisco Denegri y Celia Botto.
Llegó al país con sus padres en 1848, estableciéndose en San Fernando (Buenos Aires). En barcos de los armadores Vicente y Sebastián Casares navegó por los ríos Paraná y Paraguay.
Al reiniciarse la guerra entre la Confederación Argentina y el Estado de Buenos Aires en 1859, tomó parte en la defensa de la ciudad de Buenos Aires.
En 1862 con el bergantín Bastianin, propiedad de Sebastián Casares, transpordó en Montevideo y transportó a Buenos Aires la estatua ecuestre del general José de San Martín. Al paralizarse las tareas para emplazarla sobre su pedestal en la actual Plaza San Martín, Denegri encaró por sí mismo la obra con personal de su buque.
Al estallar la guerra del Paraguay, sirvió como práctico en varios buques de la Armada Argentina y embarcado en el vapor Guardia Nacional participó en el combate de Paso de Cuevas el 12 de agosto de 1865.
En 1870 intervino en los estudios para la navegación del río Bermejo a las órdenes del capitán Juan Page. A partir de 1871 efectuó numerosos viajes de exploración y relevamiento por dicho río ya en buques a su mando (Teuco, Pilcomayo, Congreso Argentino, General Viamonte, Gobernador Leguizamón, Salta).
Participó en las expediciones del coronel Manuel Obligado, de Luis Jorge Fontana, Francisco Bosch y Benjamín Victorica. Posteriormente tuvo a su mando pequeñas unidades auxiliares de la marina retirándose del servicio a comienzos de 1904.
Por su actuación como oficial expedicionario en las campañas del Chaco, en 1888 fue condecorado con medalla de plata.
Falleció en Buenos Aires el 9 de mayo de 1916.